# La Meute (livre)
Pour les articles homonymes, voir Meute.
La Meute - Enquête sur la France Insoumise de Jean-Luc Mélenchon est un ouvrage rédigé par les journalistes Charlotte Belaïch et Olivier Pérou, publié en 2025 par Flammarion. Il est le fruit d'une enquête de plus de deux ans sur les méthodes et l'organisation interne du parti La France insoumise (LFI), dirigée par Jean-Luc Mélenchon.
Le livre est principalement un portrait de Jean-Luc Mélenchon, et un descriptif du fonctionnement interne de La France insoumise dont les relations entre les membres du parti, les stratégies de communication et les mécanismes internes de prise de décision. Des parallèles avec un mouvement sectaire sont régulièrement mis en avant dans l'ouvrage.
L'ouvrage connaît une large couverture médiatique et remporte, à sa parution, un important succès de vente. Il est l'objet d'analyses en partie contrastées, à propos des informations qu'il véhicule, de sa couverture médiatique et de ses répercussions politiques.

## Présentation

### Titre
Le terme « meute » est choisi pour témoigner de la dévotion supposée des cadres et membres de LFI, et de leur propension à défendre leur leader avec violence, quitte à traquer les opposants et les critiques. Selon France-Info, le titre décrit la transformation de LFI en « meute », système  « totalement opaque », devenu  « une machine dévouée au chef où les divergences n'ont pas leur place - au risque d'être écarté ».

### Genèse
Le livre est le fruit d'une enquête de deux ans menée par les journalistes Charlotte Belaïch (Libération) et Olivier Pérou (Le Monde), qui recueillent les témoignages de plus de 200 personnes, à la fois des cadres anciens ou actuels du parti mais aussi des militants de base, la plupart à visage découvert,,,,. L'enquête a débuté en 2022, au moment de l'affaire Quatennens, après les faits de violences conjugales commis par ce dernier.

### Contenu
Le livre est principalement un portrait de Jean-Luc Mélenchon, et un descriptif des relations que lui et ses proches entretiennent au sein de La France insoumise. Les méthodes et relations internes au parti LFI se révèlent tendues et violentes. Ainsi, les auteurs affirment que « Mélenchon demande la dévotion aveugle. Celui qui doute trahit »,. Le livre décrit un management toxique, un culte du chef, autoritaire, qui exerce une emprise, et génère une réduction de l'esprit critique, une atmosphère de paranoïa. Ainsi, l'ancienne députée et proche de Jean-Luc Mélenchon, Raquel Garrido, indique dans le livre avoir été internée en psychiatrie à la suite des pressions subies au sein de LFI. Elle explique : « Mélenchon est un maltraitant qui crée des maltraitants ».
Le livre met également en lumière des phénomènes de purges, ayant notamment touché les anciens insoumis Raquel Garrido, Alexis Corbière, Clémentine Autain, François Ruffin, Danielle Simonnet,,,. Ces purges engendreraient parfois des effacements des personnes sur certaines photographies,. Les parallèles avec un mouvement sectaire sont régulièrement mis en avant,,,. L'influence de Sophia Chikirou, compagne de Jean-Luc Mélenchon, est également soulignée : elle occupe « une place cardinale et particulière » au sein du mouvement,. La question d'une dérive antisémite de Jean-Luc Mélenchon est soulevée, soit à travers les propos de celui-ci, soit en relevant ceux attribués par les auteurs à Sophia Chikirou,,,,.

## Résumé

### Partie 1 - L'homme
Le premier chapitre dresse le portrait de Jean-Luc Mélenchon, abordant tout d'abord le fait que son unique objectif depuis sa défaite lors de l'élection présidentielle de 2022 est le scrutin présidentiel suivant, en 2027 au plus tard, en raison de ses tentatives de déclencher une présidentielle anticipée par la démission ou la destitution d'Emmanuel Macron. Il est également fait mention de l'hostilité du leader insoumis envers les tentatives de ses partenaires de gauche de parvenir à une candidature commune pour l'échéance.
Les auteurs reviennent ensuite sur ses trois précédentes candidatures : en 2012, lorsque sa relation avec Sophia Chikirou, de vingt-huit ans sa cadette, est révélée par la presse people, en 2017, où il échoue de peu à accéder au second tour alors que les premières projections transmises dans l'après-midi du 23 avril le donnait qualifié, un évènement qu'il vit comme une injustice et une violente gifle, puis en 2022 où il devient le troisième homme et initie la Nouvelle union populaire écologique et sociale dans le but de forcer Emmanuel Macron à une cohabitation.
Son parcours politique est ensuite retracé, d'abord par ses débuts au Parti socialiste en tant que directeur de cabinet du maire de Massy Claude Germon, qui mentionne - malgré la tendresse qu'il lui portait avant leur rupture - n'avoir jamais « vu quelqu'un avec un ego pareil ». Passé dans sa jeunesse par Organisation communiste internationaliste de Pierre Lambert, Jean-Luc Mélenchon ne rejoint en réalité les rangs socialistes qu'en raison de leur capacité à accéder au pouvoir alors qu'il les tient en horreur. L'ouvrage passe ensuite sur son élection comme sénateur de l'Essonne en 1986, sa rencontre avec le cofondateur de SOS Racisme Julien Dray puis Marie-Noëlle Lienemann avec qui il forme le courant de la Gauche socialiste situé à l'aile gauche du parti.
Son passage dans le gouvernement Jospin comme ministre délégué à l'Enseignement professionnel est marqué par son acceptation de se rendre à l'aéroport d'Orly pour accueillir Bachar el-Assad lors d'une visite officielle du dictateur syrien, et ce alors que les autres membres du gouvernement s'y étaient refusé, une tâche qu'il effectue « avec fierté ». Sa relation avec Julien Dray se détériore à la même période, ce dernier se rapprochant de François Hollande - que le futur leader insoumis exècre - alors premier secrétaire. Il est profondément marqué par la défaite de Lionel Jospin dès le premier tour lors de l'élection présidentielle de 2002, moment où il commence à préparer sa candidature à une future élection présidentielle. Défendant le « Non » contre la position du Parti socialiste lors du Référendum sur le traité établissant une Constitution pour l'Europe de 2005, cette prise de position augmente sa notoriété et la victoire du « Non » le convainc qu'une gauche antilibérale majoritaire est possible.
Les auteurs révèlent qu'au cours de sa préparation de son départ du Parti socialiste, malgré les tentatives de Jérôme Guedj - alors l'un de ses proches lieutenants - de l'en dissuader, Jean-Luc Mélenchon commence à se rapprocher de plusieurs figures de la droite dure dans le but d'affaiblir le Parti socialiste : Éric Zemmour, dont il se rend à la fête de son cinquantième anniversaire avec Jean-Christophe Cambadélis, ainsi que Patrick Buisson. Ce dernier lui sert d'intermédiaire avec Nicolas Sarkozy pour planifier la médiatisation de son départ, ce qui bénéficierait au président de la République comme à Jean-Luc Mélenchon. Le refus de Laurence Ferrari de le recevoir au journal de 20 heures de TF1 fait toutefois échouer le projet.

## Réception
Peu avant sa sortie, des extraits sont diffusés et font l'objet d'une large couverture médiatique, qui provoque de nombreuses réactions.

### Monde politique
Fabien Roussel déclare « les comportements de la direction de La France insoumise se rapprochaient des comportements d’une secte sous l’emprise d’un couple, celui de Jean-Luc Mélenchon et de sa compagne Sophia Chikirou ». La députée Clémentine Autain déclare : « Ce livre, au fond, il explique pourquoi j’ai rompu avec La France insoumise parce que je suis fondamentalement attachée à la démocratie »,. L'avocat Alain Jakubowicz, ancien président de la Licra, provoque une polémique, en déclarant à propos de l'ouvrage : « Ça raconte l’histoire d’un mouvement fasciste […]. Toutes proportions gardées, je vois un parallèle […] entre Mélenchon et Goebbels ». Il ajoute : « L’homme tout-puissant que le peuple doit suivre. C’est fascinant et, en même temps, ça fait froid dans le dos ». Jean-Luc Mélenchon porte plainte contre lui à la suite de cette déclaration,.
Lors de la sortie du livre, consigne est donnée aux élus et militants de ne pas réagir, excepté pour mettre en cause les « purgés » . Jean-Luc Mélenchon affirme ne pas vouloir lire ce livre. Néanmoins, il qualifie ses auteurs de « gens dégénérés », il les accuse d'avoir « relu et réinventé » la vie privée des dirigeants de LFI, et ajoute « Qu’on me foute la paix ! ». Plusieurs cadres de LFI critiquent l'ouvrage, qu'ils estiment propager de la désinformation. Ainsi, Mathilde Panot déclare : « Je n’ai pas envie de commenter un ouvrage qui collectionne à la fois des ragots et des mensonges, puisque beaucoup de faits rapportés dans ce livre sont faux »,. Manuel Bompard déclare pour sa part : « C’est un collage de ragots et de fausses informations que je prends avec un peu de légèreté. On n'est pas critiques de fiction. Nous sommes députés. J’ai détecté des informations inexactes ». Hadrien Clouet traite les deux journalistes de « mercenaires de l'indigence ». De même, de nombreux militants contestent le contenu du livre et font bloc,,,,. Plusieurs militants LFI ironisent sur l'image de la meute et des loups en privé ou sur les réseaux sociaux. Marine Tondelier déplore une « stratégie de diversion consistant à dire que le mal incarné, c’est Mélenchon et LFI ». Elle confirme cependant avoir bien reçu un SMS menaçant de Jean-Luc Mélenchon affirmant : « On va te renvoyer la dose que tu mérites »,.
Le Premier ministre François Bayrou, lors de son audition du 13 mai 2025 devant la commission d’enquête parlementaire concernant l'affaire Bétharram, détient sur sa table un exemplaire du livre La Meute. Pour HuffPost, il s'agit d'un message adressé au député LFI Paul Vannier, accusé par François Bayrou d’instrumentaliser politiquement cette commission,.
L'ouvrage ne provoque que peu de débats, en interne à LFI,, ou auprès des autres composantes de gauche, mais génère un certain malaise,,.

### Médias
La RTS écrit : « Ce livre à charge arrive dans un contexte où LFI est très critiquée et Jean-Luc Mélenchon de plus en plus régulièrement accusé d'antisémitisme » , même si « les deux auteurs ne donnent pas une position définitive sur cette question ».
Pour le journaliste Pierre Jacquemain de Politis, ceux qui connaissent LFI apprendront peu du « fonctionnement clanique, souvent violent et antidémocratique du mouvement de Jean-Luc Mélenchon ». Il mentionne « l’accumulation des informations, sourcées la plupart du temps – renvoyant quelques-unes aux dires d’anonymes – qui rend malgré tout tangible ce qui est reproché aux insoumis ».
Joseph Confavreux et Mathieu Dejean dans Médiapart jugent que cette parution est « un moment déterminant pour la gauche, qui suscite enfin des discussions stratégiques nécessaires et importantes, notamment sur les limites du leadership charismatique qu'incarne Jean-Luc Mélenchon ».
Le Canard enchaîné le qualifie de « livre marquant » dont « la démonstration est des plus convaincantes ».
Pour L'Opinion, le livre est « remarquable par sa description ciselée des méthodes brutales du clan insoumis ».

### Ventes

#### Première semaine
Le livre est initialement tiré à 15 000 exemplaires. Lors de sa sortie le 7 mai 2025, l'émission Quotidien indique qu'il « figure déjà en tête des ventes sur Amazon ». D'après l'estimation du site spécialisé Edistat, l'ouvrage est à la 13e place du classement des ventes pour la semaine de sa sortie du 5 au 11 mai, puis à la 6ème place pour sa deuxième semaine. Le 14 mai, Le HuffPost indique qu'il se classe « toujours au premier rang » des ventes de livres en France. Libération rapporte qu'il se place rapidement dans le top des ventes en librairie, en atteignant, d'emblée, « des sommets », avec la seconde place des ventes hors livres de poche. Le site Atlantico annonce qu'une semaine après sa sortie, personne ou presque n'a lu l'ouvrage bien qu'il soit disponible en version électronique, car les librairies seraient en rupture de stock.

#### Semaines suivantes
D'après l'indicateur GFK, 25 000 exemplaires de La Meute sont vendus les dix premiers jours, et Flammarion lance des réimpressions. Quinze jours après sa sortie, les ventes s'élèvent à  52 000 exemplaires, ce qui propulse l'ouvrage à la sixième place des livres vendus en France. Au 31 mai, Flammarion en est à sa sixième réimpression avec un total de 58 000 ventes. À la date du 24 juin, il est vendu 80 000 exemplaires avec huit réimpressions.

### Menaces sur les deux auteurs
Selon Marianne, Charlotte Belaïch, qui avait été qualifiée « d'agent du Likoud » par Jean-Luc Mélenchon à la suite d’un article s’interrogeant sur sa responsabilité dans la montée de l'antisémitisme en France pendant la guerre de Gaza débutée en 2023, est victime d'une campagne antisémite sur les réseaux sociaux. Le 23 mai, Flammarion dénonce des « menaces » contre les deux auteurs, ciblés sur les réseaux sociaux,,.

## Analyses
Soutien de Mélenchon, le philosophe et sociologue Didier Eribon considère que La Meute s'inscrit dans une campagne globale de dénigrement et de critiques permanentes de LFI, alors que ce mouvement « a redonné foi en la politique à plusieurs générations ». De même, l'historienne Ludivine Bantigny, proche de LFI, se déclare indignée de cette « offensive médiatique ». Pour sa part, le sociologue Manuel Cervera-Marzal s'interroge : « Que vaut une promesse de démocratisation des institutions quand on a un fonctionnement monarchique ? » La violence de Jean-Luc Mélenchon va-t-elle disparaitre une fois le palais de l'Élysée conquis ? Il mentionne, comme exemple, le SMS adressé à Charlotte Girard, ancienne compagne de François Delapierre décédé, quand celle-ci mentionne son désaccord : « Delap’ aurait honte de toi ».
Le politologue Samuel Hayat estime qu'il est vain de reprocher à « LFI d’être une meute et Mélenchon d’être un gourou ». Après sa rupture avec le PS, Jean-Luc Mélenchon a choisi une organisation « inspirée du léninisme, tel que développé dans Que faire ? ». En épurant et en désignant des jeunes cadres, LFI est devenue une organisation politique « médiatiquement et électoralement efficace, certes non démocratique, mais solide et unie ». Par ailleurs, les prises de positions clivantes conduisent à des « dommages collatéraux », si l’unité du mouvement est confortée, elles conduisent aussi à écarter une partie de l'électorat,.
Politis s'interroge devant « l'unanimisme » des réactions, aussi qualifié de « meute médiatique » ou « meute des journalistes ». Pauline Perrenot, journaliste pour l'observatoire des médias Acrimed, considère que la couverture médiatique du livre est un épisode supplémentaire de « l'acharnement médiatique contre LFI » et évoque le « matraquage » de ce journalisme politique qui « personnalise et spectacularise à outrance la vie politique » au détriment des enjeux idéologiques.
Le politologue Jean-Yves Dormagen considère que la « stratégie de conflictualisation » de tous les sujets par Mélenchon a conforté la base électorale de LFI, autour de 10 %, mais a réduit ses capacités à élargir son électorat. Pour l'universitaire, « Il ne faut pas surestimer l'impact des polémiques et des livres sur LFI » ; il estime que seul un « candidat meilleur que lui » avec un discours de « gauche de rupture » peut le fragiliser .